# Dème (Athènes antique)
Pour les articles homonymes, voir Dème.
Pour la circonscription moderne, voir Dèmes et communautés de Grèce
Le dème ou demos (similaire à divisions, grec ancien : δῆμος) est une circonscription administrative de base instaurée lors de la révolution isonomique de Clisthène (personnage politique grec) qui eut lieu de 508 à 507 av J.-C. à Athènes. Le dème est directement lié à la marche d'Athènes vers la démocratie. Ses habitants sont appelés les démotes.

## Les modes de partition

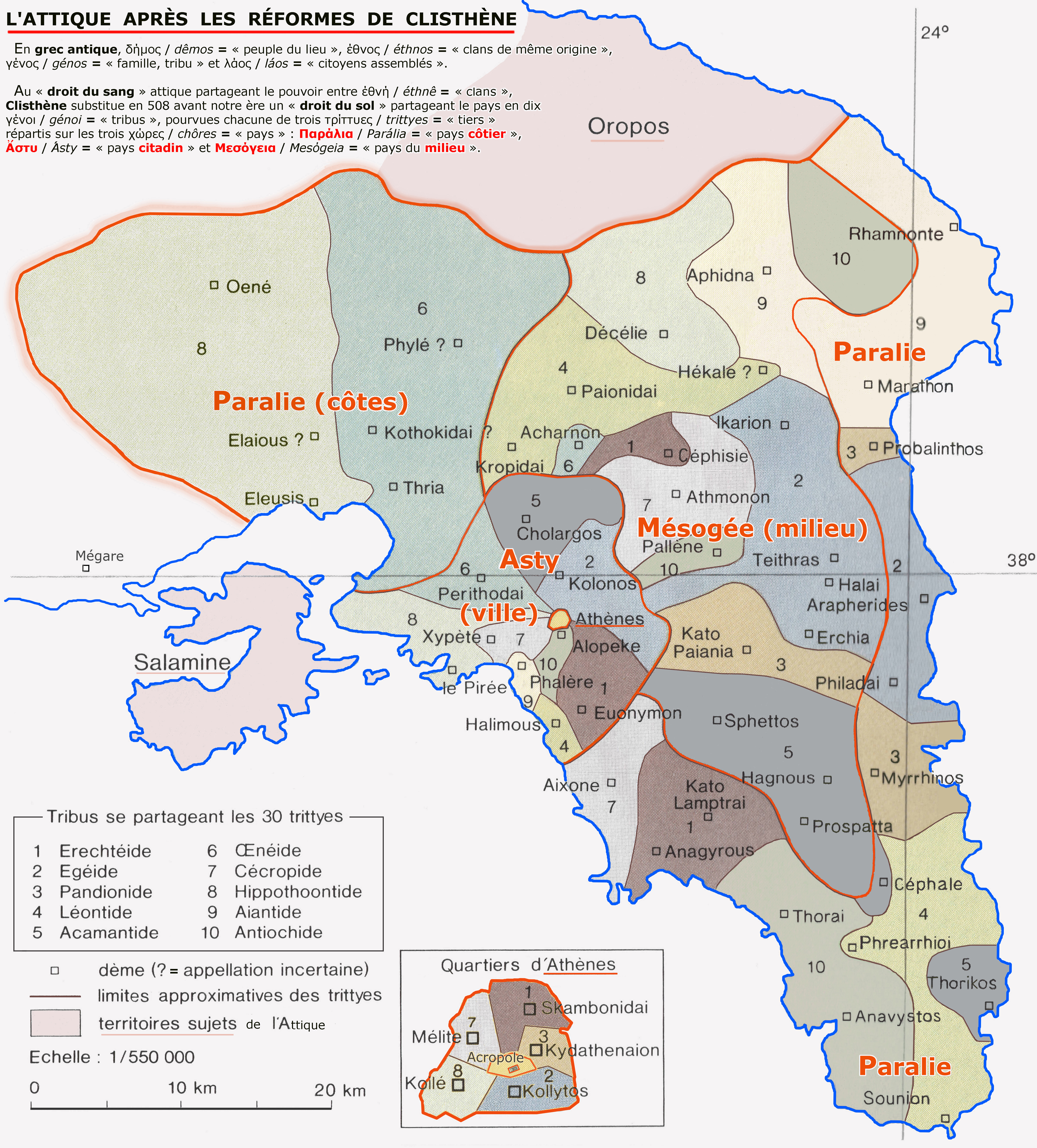
Organisation de l'Attique avec les dix "tribus", les trois "pays", les trente "trittyes" et les dèmes.

Les 139 dèmes sont répartis sur les 30 « trittyes » des 3 « pays » de l’Attique (χώρες - chôres) :
- dix trittyes sur la ville d’Athènes et ses environs (ἄστυ - asty) ,
- dix trittyes sur le territoire littoral (παράλια - paralia),
- et dix trittyes dans les zones rurales de l’intérieur (μεσόγεια - mésogée).

Chacune des 10 tribus attiques possède et gère 3 « trittyes », une dans chaque « pays », de manière à avoir des ressources complémentaires, artisanales-commerciales, côtières-maritimes et agricoles.
Le dème est la plus petite unité territoriale, la base de tout le système politique d’Athènes, et un citoyen athénien libre de sexe masculin est un « démote » attaché à un dème selon le droit du sol. Le chef du dème est un « démarque » (δήμαρχος, mot qui en grec moderne désigne un maire). Les Athéniens sont appelés par leur « démotique » c’est-à-dire par le nom de leur dème qui leur sert de patronyme (par exemple, Ἀρίσταρχος Θορικός - Aristarque Thorikos).
Le territoire de la cité proprement dite d’Athènes fut divisé en cinq quartiers : Céramique, Collytos, Cydathénéon, Mélite et Scambonide (avec le temps leur nombre augmenta). Le découpage urbain correspond aux arrondissements ou quartiers formant aujourd’hui les villes : il est rationnel et ne s’appuie pas sur le droit du sang ancestral qui favorisait de manière inégalitaire les familles nobles (ἔθνη) mais sur le droit du sol où tous les citoyens de tous les dèmes (δῆμοι) sont égaux en droits y compris lorsqu’ils s’assemblent (λαός). À la campagne (μεσόγεια - mésogée), la répartition suivit les principes de la confirmation des dèmes homogènes antérieurs à la réforme, rassemblant plusieurs petits hameaux en un seul dème et séparant en plusieurs entités les dèmes de grande taille. Parmi les dèmes ruraux, les mieux connus sont Acharnes, Décélie ou Marathon.

## Caractéristiques du dème

### Effectifs des dèmes
|          | Évaluations basses         | Évaluations basses               | Évaluations hautes         | Évaluations hautes               |
| -------- | -------------------------- | -------------------------------- | -------------------------- | -------------------------------- |
|          | citoyens et leurs familles | en ajoutant esclaves et métèques | citoyens et leurs familles | en ajoutant esclaves et métèques |
| Source 1 | 800                        | 1200                             | 1000                       | 1500                             |
| Source 2 | /                          | /                                | 1300                       | 5000                             |

Source 1 : sur la base de 25 000 à 30 000 citoyens mâles adultes pour l'ensemble de l'Attique, avec leurs familles 80 000 à 100 000 personnes, auxquelles se greffent environ 10 000 métèques et 30 000 à 40 000 esclaves. 
Source 2 : sur la base de 40 000 citoyens et 20 000 métèques (200 000 avec leurs familles) et 300 000 esclaves (très difficile à évaluer).

### Fonctions locales et formatrice

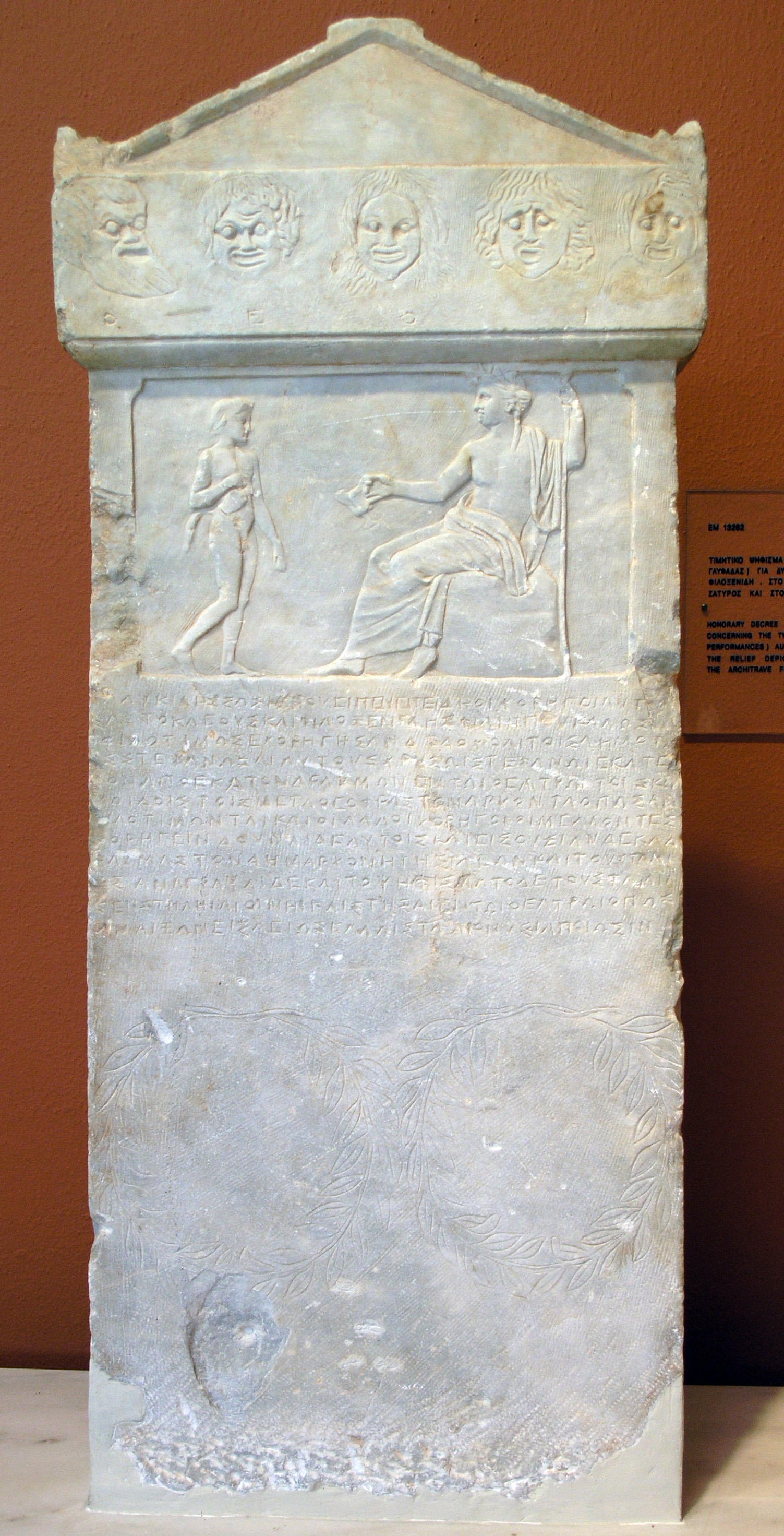
Décret honorifique du dème d'Aixone concernant deux chorèges, Autéas et Philoxénidès. (Musée épigraphique d'Athènes, EM 13262).

Le dème peut être comparé aux communes françaises du XXe siècle : un démarque (en grec ancien : δήμαρχος, chef ou président d'un dème), correspondant au maire moderne, est localement élu.
D'autre part, les membres d'un dème peuvent être tirés au sort de façon régulière afin de constituer la boulè : les bouleutes, représentants du peuple, sont en quelque sorte le pendant des députés modernes, mais au lieu de former une élite sociale ils sont réellement des représentants du peuple car tirés au sort.
Ainsi le dème est-il l'unité administrative, mais aussi démocratique de base, sa population formant une assemblée, l'agora, exerçant des pouvoirs de police, de gestion des finances publiques, du cadastre et des cultes, tenant des registres d'état civil.
En participant à l'organisation locale du dème, les citoyens vivent un stage civique qui les prépare aux assemblées démocratiques centrales [réf. souhaitée].

### Nouvelles reconnaissances sociales
L’homme politique Clisthène voulut mettre fin à la forte organisation de la noblesse en phratries et empêcher les classes sociales de se grouper par régions. Avec sa réforme, les cadres gentilices sont donc abandonnés au profit de circonscriptions créées d'après le domicile de chaque citoyen ; le dème prend alors une nouvelle importance : les noms de famille, de lignées, disparaissent au profit du nom du dème d'origine, apposé à vie aux noms des individus. Le citoyen à l'époque de Périclès était ainsi désigné officiellement par son propre nom, celui de son père (patronyme) et celui de son dème (démotique) : par exemple Périclès, fils de Xanthippe, du dème de Cholarges. Cette mesure est une marque forte du glissement de pouvoir de l'aristocratie vers le peuple (démos, anciennement Laos), l'appellation du citoyen mettant alors plus en évidence les liens géographiques que les liens du sang.
De nombreux métèques résidents réguliers de l'Attique, des affranchis ou personnages au statut civique ambigu ont également pu accéder grâce à cette mesure à la qualité de citoyen, l’isonomie menant à la démocratie s'en trouvant renforcée.

## Le dème, unité d'un ensemble plus vaste

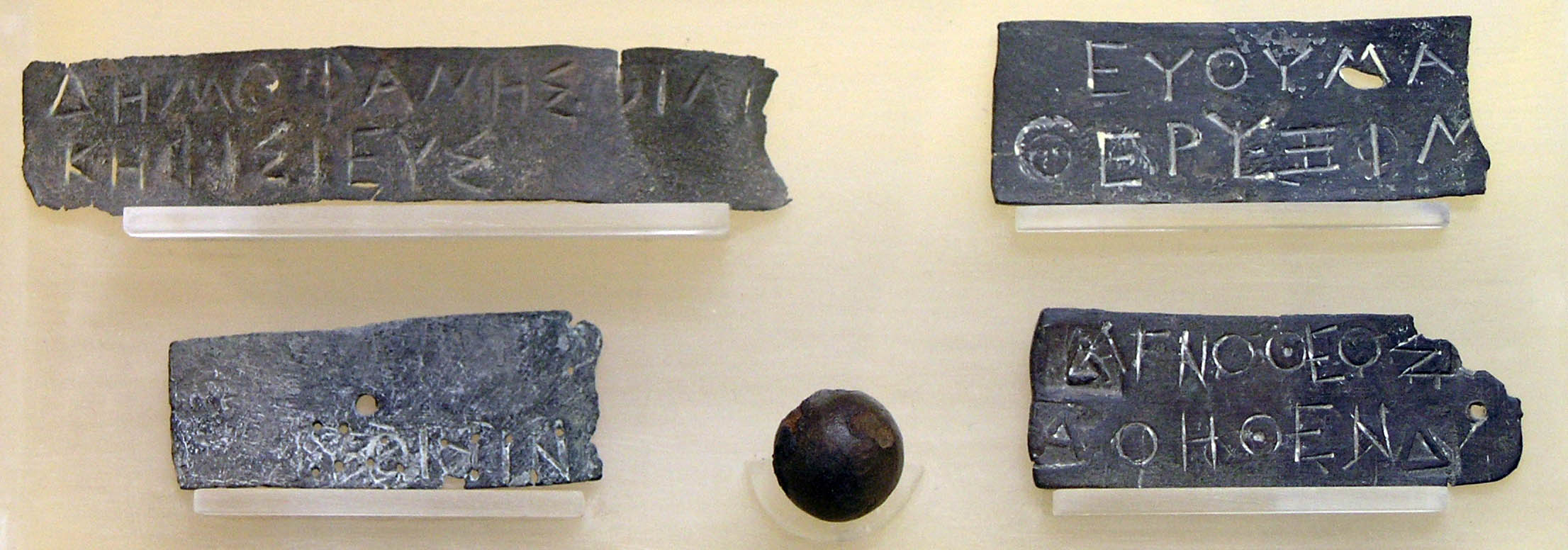
Pinakia, tablettes d'identification des citoyens (nom, nom du père, dème) pour le tirage au sort des jurys. Musée de l'Agora antique d'Athènes.

Selon un ordre croissant, l'organisation sociale d'Athènes vers 500 av. J.-C. se trouva ainsi fixée :
individu {\displaystyle \in } dème {\displaystyle \subset } trittye {\displaystyle \subset } dix tribus {\displaystyle \subset } Cité
La trittye est l'unité administrative intermédiaire entre le dème et la tribu ; 3 ou 4 dèmes contigus forment une trittye, cette dernière ne disposant pas de pouvoir politique réel mais ayant plutôt pour rôle de constituer un liant entre dèmes et tribus. Par exemple, la garde du feu sacré qui brûle dans la Tholos (grec ancien : ἡ Θόλος) est confiée aux prytanes d'une même trittye.

Robert Flacelière désigne un sous-ensemble du dème, la phratrie, équivalent à la famille.
Les dèmes nouvellement mis en place en cette fin de VIe siècle av. J.-C. font partie du train de mesures réformatrices mené par Clisthène : création des trittyes, de 10 tribus, agrandissement de la Boulè (de 400 à 500 membres), adoption d'un nouveau calendrier, démocratisation du fonctionnement de l'Ecclésia, création de l'ostracisme afin d'éviter la tyrannie, établissement des postes de 10 fonctionnaires chargés de l'entretien et de la police de la ville (les astynomes), et de 10 sytophylaques, magistrats élus chargés de l'approvisionnement en grains, d'un nouvel archonte (secrétaire) et d'un collège de 10 stratèges.

## Les tribus de Clisthène
1. Érechthéis [5],[6] (Ἐρεχθηΐς) nommé en référence à Érechthée
2. Aigeis (Αἰγηΐς) nommé en référence à Égée
3. Pandionis (Πανδιονίς) nommé en référence à Pandion, fils d'Érichthonios ou Pandion, fils de Cécrops
4. Leontis (Λεοντίς) nommé en référence à Leos, fils de Orpheus
5. Acamantis (Ἀκαμαντίς) nommé en référence à Acamas, fils de Thésée
6. Oineis (Οἰνηΐς) nommé en référence à Œnée
7. Kekropis (Κεκροπίς) nommé en référence à Cécrops
8. Hippothontis (Ἱπποθοντίς) nommé en référence à Hippothoon
9. Aiantis (Αἰαντίς) nommé en référence à Ajax
10. Antiochis (Ἀντιοχίς) nommé en référence à Antiochus, fils d'Héraclès.

## Liste des dèmes par tribus
| Tribu | Érechthéis | Aigeis | Pandionis | Leontis | Acamantis | Oineis | Kekropis                                                                                              |
| ----- | --- | --- | --- | --- | --- | --- | --- |
| Dème  | Agrylè d'en-haut Agrylè d'en-bas Anagyrous Euonymon Kedoi Kephisia Lamptrai d'en-haut Lamptrai d'en-bas Pambotadai Pergasè d'en-haut Pergasè d'en-bas Phegous Sybridai Themakos | Ankylè d'en-haut Ankylè d'en-bas Araphen Batè Diomeia Gargettos Halai Araphenides Hestiaia Erikeia Erchia Ikarion Ionidai Kollytos Kolonos Hippios Kydantidai Myrrhinountta Otrynè Plotheia Phegaia Philaidai Teithras | Angelè Konthylè Kydathenaion Kytheros Myrrhinous Oa Prasiai Probalinthos Paiania d'en-haut Paiania d'en-bas Steiria | Aithalidai Cholleidai Deiradès Halimous Hecalè Hybadai Eupyridai Kettos Kolonai Kropidai Leukonion Oion Kerameikon Paionidai Pelekes Phrearrhioi Potamos d'en-haut Potamos d'en-bas Potamioi-Deiradiotai Skambonidai Sounion | Cholargos Eiresidai Eitea Hagnous Hermos Iphistiadai Kerameis Kephalè Kikynna Poros Prospalta Sphettos Thorikos | Acharnès Boutadai Epikephisia Hippotomadai Kothokidai Lakiadai Lousia Oè Perithoidai Phylè Ptelea Thria Tyrmeidai | Aixonè Athmonon Daidalidai Epieikidai Halai Aixonidès Melitè Phlya Pithos Sypalettos Trinemeia Xypetè |
| Tribu | Hippothontis | Aiantis | Antiochis | | | | |
| Dème  | Acherdous Anakaia Auridai Azenia Décelie Elaious Eleusis Eroiadai Hamaxantia Keiriadai Koilè Kopros Korydallos Oinoe Oion Dekeleikon Pirée Thymaitadai                          | Aphidna Marathon Oinoe Rhamnonte Phalère Trikorynthos | Aigilia Alopekè Amphitropè Anaphlystos Atenè Besa Eitea Eroidai Kolonai Krioa Pallenè Semachidai Phyrnè Thorai      | | | | |

Notes :
- Le nom grec des dèmes a été conservé, sauf lorsque l'usage a proposé une translittération majoritairement utilisée (par exemple : Pirée pour Peiraia).
- Oinoe apparait deux fois, dans la tribu Hippothontis et Aiantis car deux dèmes portaient le même nom, correspondant à un territoire séparé en deux selon une logique est-ouest.